# Vesel Demaku
Vesel Demaku (Vienna, 5 febbraio 2000) è un calciatore austriaco, centrocampista dell'Altach.

## Carriera

### Club
Il 1º luglio 2017 viene acquistato a titolo definitivo dalla squadra austriaca dell'Austria Vienna.

### Nazionale
Ha giocato in tutte le varie nazionali giovanili austriache comprese dall'Under-15 all'Under-21.
Successivamente decide di rappresentare il Kosovo, nazionale delle sue origini, da cui viene convocato per la prima volta il 14 marzo 2025. Fa il suo debutto con la selezione kosovara sei giorni dopo nel successo per 2-1 contro l'Islanda.

## Statistiche

### Presenze e reti nei club
Statistiche aggiornate al 22 settembre 2019.
| Stagione                 | Squadra                  | Campionato               | Campionato | Campionato | Coppe nazionali | Coppe nazionali | Coppe nazionali | Coppe continentali | Coppe continentali | Coppe continentali | Altre coppe | Altre coppe | Altre coppe | Totale | Totale |
| Stagione                 | Squadra                  | Comp                     | Pres       | Reti       | Comp            | Pres            | Reti            | Comp               | Pres               | Reti               | Comp        | Pres        | Reti        | Pres   | Reti   |
| ------------------------ | ------------------------ | ------------------------ | ---------- | ---------- | --------------- | --------------- | --------------- | ------------------ | ------------------ | ------------------ | ----------- | ----------- | ----------- | ------ | ------ |
| mar. 2018                | Austria Vienna II        | RL                       | 2          | 0          | -               | -               | -               | -                  | -                  | -                  | -           | -           | -           | 2      | 0      |
| set. 2018-apr. 2019      | Austria Vienna II        | EL                       | 2          | 0          | -               | -               | -               | -                  | -                  | -                  | -           | -           | -           | 2      | 0      |
| Totale Austria Vienna II | Totale Austria Vienna II | Totale Austria Vienna II | 4          | 0          |                 | -               | -               |                    | -                  | -                  |             | -           | -           | 4      | 0      |
| mar.-giu. 2018           | Austria Vienna           | BL                       | 9          | 0          | CA              | 0               | 0               | UEL                | -                  | -                  | -           | -           | -           | 9      | 0      |
| 2018-2019                | Austria Vienna           | BL                       | 15         | 0          | CA              | 3               | 0               | -                  | -                  | -                  | -           | -           | -           | 18     | 0      |
| 2019-2020                | Austria Vienna           | BL                       | 4          | 0          | CA              | 1               | 0               | UEL                | 1                  | 0                  | -           | -           | -           | 6      | 0      |
| Totale Austria Vienna    | Totale Austria Vienna    | Totale Austria Vienna    | 28         | 0          |                 | 4               | 0               |                    | 1                  | 0                  |             | -           | -           | 33     | 0      |
| Totale carriera          | Totale carriera          | Totale carriera          | 32         | 0          |                 | 4               | 0               |                    | 1                  | 0                  |             | -           | -           | 37     | 0      |